# San Paolo alle Tre Fontane (diaconia)
San Paolo alle Tre Fontane (in latino: Diaconia Sancti Pauli ad Aquas Salvias) è una diaconia istituita da papa Benedetto XVI con la bolla Purpuratis Patribus del 20 novembre 2010. La diaconia insiste sulla chiesa di San Paolo alle Tre Fontane, che fa parte del complesso dell'abbazia delle Tre Fontane.

## Titolari
- Mauro Piacenza (20 novembre 2010 - 3 maggio 2021); titolo pro hac vice dal 3 maggio 2021